# Гевонд Алішан
Гево́нд Аліша́н (вірм. Ղեվոնդ Ալիշան; * 6 липня (18 липня за новим стилем) 1820, Константинополь — 9 листопада (22 листопада за новим стилем) 1901, Венеція) — вірменський поет, філолог, історик. Член Московського археологічного товариства.

## Життєпис
Від 1832 року жив у Венеції, де здобув церковну освіту. Писав вірші релігійного змісту, з кінця 1840-х років — твори, пройняті ідеєю визволення Вірменії від чужоземного гніту (поема «Аварайрський соловей», 1847). Автор книги «Пісні» (томи 1—5, 1857—1858), праць з історії, археології, географії та етнографії Вірменії, книги «Спогади про батьківщину вірмен» (1869—1870).
Алішану належить значна роль у публікації літописів, зокрема 1896 року збірника «Кам'янець», куди увійшла «Кам'янецька хроніка».